# Orsinome sarasini
Orsinome sarasini är en spindelart som beskrevs av Lucien Berland 1924. Orsinome sarasini ingår i släktet Orsinome och familjen käkspindlar.
Artens utbredningsområde är Nya Kaledonien. Inga underarter finns listade i Catalogue of Life.